# マルリース・ゲール

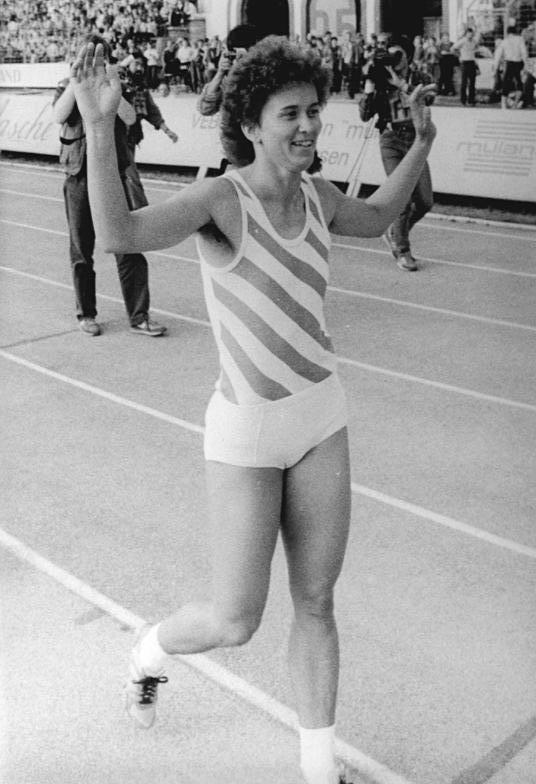
マルリース・ゲール(1984年)

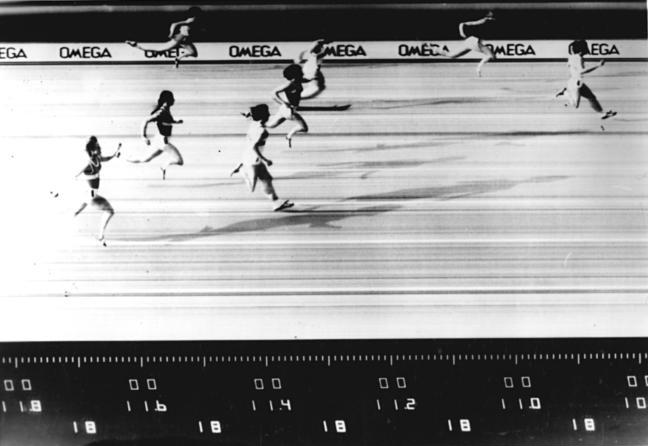
世界記録樹立(1977年)

マルリース・ゲール（Marlies Göhr（旧姓エルスナー）、1958年3月21日 - ）は1970年代から1980年代にかけて活躍した、東ドイツの陸上競技短距離の選手である。チューリンゲン州ゲーラ出身。トラック種目の計測が電気計時となって初めて、女性として11秒の壁を突破した選手である。アメリカ合衆国のエベリン・アシュフォードとともにこの時代を代表するスプリンターである。

## 自己ベスト
- 100m　10秒81　1983年6月8日
- 200m　21秒74　1984年6月3日

## 世界記録
- 100m　10秒88　1977年7月1日
- 100m　10秒81　1983年6月8日

## 主な実績
| 年   | 大会                             | 場所                           | 種目         | 結果 | 記録   |
| ---- | -------------------------------- | ------------------------------ | ------------ | ---- | ------ |
| 1976 | オリンピック                     | モントリオール(カナダ)         | 4×100mリレー | 1位  | 42秒55 |
| 1977 | ヨーロッパ室内陸上競技選手権大会 | サン・セバスティアン(スペイン) | 60m          | 1位  | 7秒17  |
| 1977 | IAAFワールドカップ               | デュッセルドルフ(西ドイツ)     | 100m         | 1位  | 11秒16 |
| 1978 | ヨーロッパ室内陸上競技選手権大会 | ミラノ(イタリア)               | 60m          | 1位  | 7秒12  |
| 1978 | ヨーロッパ陸上競技選手権大会     | プラハ(チェコスロバキア)       | 100m         | 1位  | 11秒13 |
| 1978 | ヨーロッパ陸上競技選手権大会     | プラハ(チェコスロバキア)       | 200m         | 2位  | 22秒53 |
| 1978 | ヨーロッパ陸上競技選手権大会     | プラハ(チェコスロバキア)       | 4×100mリレー | 3位  | 43秒07 |
| 1979 | ヨーロッパ室内陸上競技選手権大会 | ウィーン(オーストリア)         | 60m          | 1位  | 7秒16  |
| 1979 | ユニバーシアード                 | メキシコシティ(メキシコ)       | 100m         | 1位  | 11秒00 |
| 1979 | IAAFワールドカップ               | モントリオール(カナダ)         | 100m         | 2位  | 11秒17 |
| 1980 | オリンピック                     | モスクワ(ソビエト連邦)         | 100m         | 2位  | 11秒07 |
| 1980 | オリンピック                     | モスクワ(ソビエト連邦)         | 4×100mリレー | 1位  | 41秒60 |
| 1981 | IAAFワールドカップ               | ローマ(イタリア)               | 100m         | 3位  | 11秒13 |
| 1982 | ヨーロッパ室内陸上競技選手権大会 | ミラノ(イタリア)               | 60m          | 1位  | 7秒11  |
| 1982 | ヨーロッパ陸上競技選手権大会     | アテネ(ギリシャ)               | 100m         | 1位  | 11秒01 |
| 1982 | ヨーロッパ陸上競技選手権大会     | アテネ(ギリシャ)               | 4×100mリレー | 1位  | 42秒19 |
| 1983 | ヨーロッパ室内陸上競技選手権大会 | ブダペスト(ハンガリー)         | 60m          | 1位  | 7秒09  |
| 1983 | 世界陸上競技選手権大会           | ヘルシンキ(フィンランド)       | 100m         | 1位  | 10秒97 |
| 1983 | 世界陸上競技選手権大会           | ヘルシンキ(フィンランド)       | 4×100mリレー | 1位  | 41秒76 |
| 1985 | ヨーロッパ室内陸上競技選手権大会 | アテネ・ピレウス(ギリシャ)     | 60m          | 2位  | 7秒13  |
| 1985 | IAAFワールドカップ               | キャンベラ(オーストラリア)     | 100m         | 1位  | 11秒10 |
| 1986 | ヨーロッパ室内陸上競技選手権大会 | マドリッド(スペイン)           | 60m          | 2位  | 7秒08  |
| 1986 | ヨーロッパ陸上競技選手権大会     | シュトゥットガルト(西ドイツ)   | 100m         | 1位  | 10秒91 |
| 1986 | ヨーロッパ陸上競技選手権大会     | シュトゥットガルト(西ドイツ)   | 4×100mリレー | 1位  | 41秒84 |
| 1987 | ヨーロッパ室内陸上競技選手権大会 | リエヴァン(フランス)           | 60m          | 3位  | 7秒12  |
| 1987 | 世界陸上競技選手権大会           | ローマ(イタリア)               | 4×100mリレー | 2位  | 41秒95 |
| 1988 | ヨーロッパ室内陸上競技選手権大会 | ブダペスト(ハンガリー)         | 60m          | 3位  | 7秒07  |
| 1988 | オリンピック                     | ソウル(韓国)                   | 4×100mリレー | 2位  | 42秒09 |